# Басси, Форчун
Форчун Акпан Басси (англ. Fortune Akpan Bassey; род. 6 октября 1998, Бенин-Сити) — нигерийский футболист, нападающий венгерского клуба «Ференцварош», выступающий на правах аренды за клуб ДАК 1904.

## Клубная карьера
Является воспитанником нигерийской академии «Иглс Уинг». В феврале 2018 года перебрался в Чехию, где присоединился к молодёжной команде местного «Богемианса». Взрослую карьеру начал в столичном клубе «Олимпия Радотин», в составе которого забил 24 мяча в 33 играх в третьей лиге. Перед началом сезона перешёл в «Усти-над-Лабем» из второй лиги. Игра нигерийца привлекла внимание представителей «Динамо» из Ческе-Будеёвице, с которым летом 2020 года нападающий подписал контракт. Дебютировал за клуб в чемпионате Чехии 23 августа в первом туре нового сезона против пражской «Славии», выйдя на замену в середине второго тайма. В январе 2021 года на правах аренды до конца сезона был отправлен в «Селье и Белло», по возвращении откуда стал игроком основного состава в «Динамо».
17 января 2022 года перешёл в венгерский «Ференцварош» за 1,5 миллиона евро, что стало рекордным трансфером в истории «Динамо». Дебютировал в национальном чемпионате 27 января против «Академии Пушкаша». В свой первый сезон вместе с командой стал чемпионом страны и выиграл кубок. 6 июля того же года дебютировал в еврокубках, появившись на поле во втором тайме первом квалификационном раунде Лиги чемпионов против казахстанского «Тобола».
12 августа 2022 года перешёл в «Викторию» из Пльзеня на правах годичной аренды с возможностью выкупа. За чешский клуб провёл 18 матчей, в том числе пять на групповом этапе Лиги чемпионов, в которых забил один мяч. 13 января 2023 года арендное соглашение было досрочно расторгнуто и Басси вернулся в «Ференцварош». 4 марта отправился в новую аренду до конца года в шведский «Дегерфорс».

## Достижения
Ференцварош
- Чемпион Венгрии: 2021/22
- Обладатель Кубка Венгрии: 2021/22

## Клубная статистика
| Выступление              | Выступление            | Выступление      | Лига | Лига | Кубки | Кубки | Конт. кубки | Конт. кубки | Итого | Итого |
| Клуб                     | Лига                   | Сезон            | Игры | Голы | Игры  | Голы  | Игры        | Голы        | Игры  | Голы  |
| ------------------------ | ---------------------- | ---------------- | ---- | ---- | ----- | ----- | ----------- | ----------- | ----- | ----- |
| Олимпия Радотин          | БФЛ                    | 2018/19          | 33   | 24   | 3     | 0     | 0           | 0           | 36    | 24    |
| Олимпия Радотин          | Итого                  | Итого            | 33   | 24   | 3     | 0     | 0           | 0           | 36    | 24    |
| Усти-над-Лабем           | ФНЛ                    | 2019/20          | 28   | 5    | 0     | 0     | 0           | 0           | 28    | 5     |
| Усти-над-Лабем           | Итого                  | Итого            | 28   | 5    | 0     | 0     | 0           | 0           | 28    | 5     |
| Динамо (Ческе-Будеёвице) | Фортуна-лига           | 2020/21          | 6    | 0    | 0     | 0     | 0           | 0           | 6     | 0     |
| Динамо (Ческе-Будеёвице) | Фортуна-лига           | 2021/22          | 19   | 9    | 2     | 1     | 0           | 0           | 21    | 10    |
| Динамо (Ческе-Будеёвице) | Итого                  | Итого            | 25   | 9    | 2     | 1     | 0           | 0           | 27    | 10    |
| → Селье и Белло          | Первая лига            | 2020/21          | 14   | 4    | 1     | 1     | 0           | 0           | 15    | 5     |
| → Селье и Белло          | Итого                  | Итого            | 14   | 4    | 1     | 1     | 0           | 0           | 15    | 5     |
| Ференцварош              | Национальный чемпионат | 2021/22          | 12   | 2    | 2     | 0     | 0           | 0           | 14    | 2     |
| Ференцварош              | Национальный чемпионат | 2022/23          | 1    | 0    | 0     | 0     | 3           | 2           | 4     | 2     |
| Ференцварош              | Итого                  | Итого            | 13   | 2    | 2     | 0     | 3           | 2           | 18    | 4     |
| Виктория (Пльзень)       | Фортуна-лига           | 2022/23          | 12   | 1    | 1     | 0     | 5           | 0           | 18    | 1     |
| Виктория (Пльзень)       | Итого                  | Итого            | 12   | 1    | 1     | 0     | 5           | 0           | 18    | 1     |
| Всего за карьеру         | Всего за карьеру       | Всего за карьеру | 125  | 45   | 9     | 2     | 8           | 2           | 142   | 49    |